# Gausbert Amiel
Gau(s)bert Amiel o Gausbertz Amiels (fl. XIII secolo) è stato un trovatore guascone del XIII secolo.
La sua unica canzone sopravvissuta (canso) è Breu vers per tal que meins y poing, una satira umoristica della poesia cortigianesca contemporanea. Il solo esempio dell'opera di Gausbert è ben rappresentato nei sei manoscritti, etichettatti A, D, I, K, N, e V, ma viene attribuita a lui solo quello nel MS "D", dove la nota a margine nomina "Gibert Amiels" come l'autore. Facendo riferimento ai manoscritti, la poesia deve essere stata scritta tra il 1200 e il 1254.
Tutto ciò che si sa di Gausbert non può essere evinto dalla sua poesia trovata nella sua vida, che, tuttavia, sembra utilizzare, come sua fonte primaria, proprio la sua poesia. Egli viene descritto come "un cavaliere povero, cortese e abile nelle armi" e che "mai si era innamorato di una signora più nobile di lui". L'obiettivo della sua poesia pervenutaci era quello di attaccare i rics (inclusi nobilità e rango, così come la ricchezza materiale) e il loro biasimevole correre dietro a donne più giovani. Vi si trova affinità di contenuto con l'opera di Marcabru.

## Fonti
- (EN)  Egan, Margarita (ed. e trad.) The Vidas of the Troubadours. New York: Garland, 1984. ISBN 0-8240-9437-9.
- (ES)  Martín de Riquer. Los trovadores: historia literaria y textos. 3 vol. Barcellona: Planeta, 1975.